# Jordy Buijs
Jordy Buijs (født 28. december 1988) er en hollandsk fodboldspiller, som spiller for den japanske fodboldklub Tokushima Vortis.